# Gong Kewei
 (août 2018).
Gong Kewei (né le 29 juin 1994) est un athlète chinois, spécialiste du décathlon.

Le 19 mai 2017, il remporte le titre national à Jinan en 7 481 points, record personnel.
3e ex æquo au point près, après 9 épreuves sur 10, avec le Japonais Akihiko Nakamura, il termine 4e du décathlon lors des Jeux asiatiques de 2018 à Jakarta, avec son record personnel porté à 7 671 points.